# Saint-Médard-de-Presque
Saint-Médard-de-Presque è un comune francese di 209 abitanti situato nel dipartimento del Lot nella regione dell'Occitania.

## Società

### Evoluzione demografica
Abitanti censiti